# بودرس
بودرس (به فرانسوی: Baudres) یک کمون در فرانسه است که در اندر واقع شده‌است. بودرس ۲۷٫۴ کیلومتر مربع مساحت و ۴۹۹ نفر جمعیت دارد و ۸۰ متر بالاتر از سطح دریا واقع شده‌است.